# Доврат
Доврат (ивр. דָּבְרַת‎) — израильский кибуц в Изреельской долине, в трех километрах к северо-востоку от Афулы, в пределах юрисдикции регионального совета Эмек-Изреэль.

## История
Кибуц Доврат был основан рабочей группой «Зраим», состоявшей в основном из репатриантов из Германии и Австрии, репатриировавшихся перед Второй мировой войной (в 1938 году). С 1942 года они были сосредоточены в Мааян-Хароде в ожидании переезда на эту землю вместо собственного поселения. К ним добавились члены группы «Медурот» из «Маккаби ха-Цаир», прошедшие подготовку в Кфар-Иехезкеле, а также группа демобилизованных солдат. Поселенческие учреждения стремились разместить ядро на заброшенной территории «Эмек-Исраэль», но  отложило это до покупки земли Еврейским национальным фондом у «Агудат Исраэль»  Чтобы не слишком затягивать, 30 октября 1946 года во временном месте в долине, у подножия территории, предназначенной для постоянного поселения, был основан кибуц, одновременно с этим наблюдая за завершением покупки земли. Новый кибуц укомплектовали представителями рабочей группы «Зраим», тогда как большая часть остальных людей осталась возле Мааян-Харод.
Поселение было названо в честь танахического левитского города «Доврат», находившегося во владении колена Иссахарова, упомянутого в книге Иисуса Навина, и имя которого сохранилось в названии близлежащего села Дабурия.
Во время Войны за независимость, в начале апреля 1948 года, все члены кибуца переехали из Мааян-Харод и Дебры в «Доврат Илит», территорию сегодняшнего кибуца, которая была куплена Еврейским национальным фондом в 1947 году. На момент переезда группа насчитывала 130 взрослых и 25 детей. Первый дом в новом пункте, который использовался как детский дом, был открыт 2 октября 1948 года.
В прошлом кибуц зарабатывал на жизнь в основном за счет полевого земледелия и животноводства, а также туристических услуг (трактир «Доврат» и заправочная станция). В 1995 году в кибуце был открыт дом престарелых, который закрылся в 2021 году. Сегодня сельскохозяйственные угодья обрабатываются в партнерстве с внешними предприятиями, а ферма используется совместно с мошавом Молед и множеством малых предприятий в различных областях. Кибуц приватизирован, и здесь идёт достройка новых домов.

## Население
По данным Центрального статистического бюро Израиля, население на начало 2020 года составляло 493 человека.

## Галерея

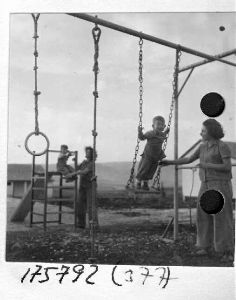
Кибуц Доврат, 1950 г.
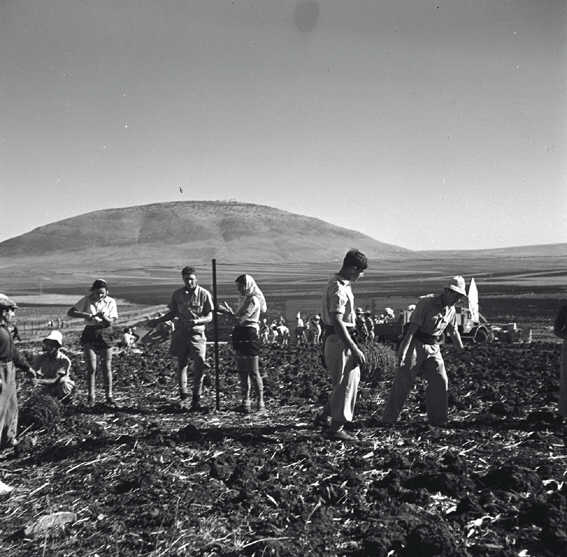
Строительство забора из колючей проволоки в Доврате. Фотограф: Золтан Крюгер, 31 октября 1947 г.
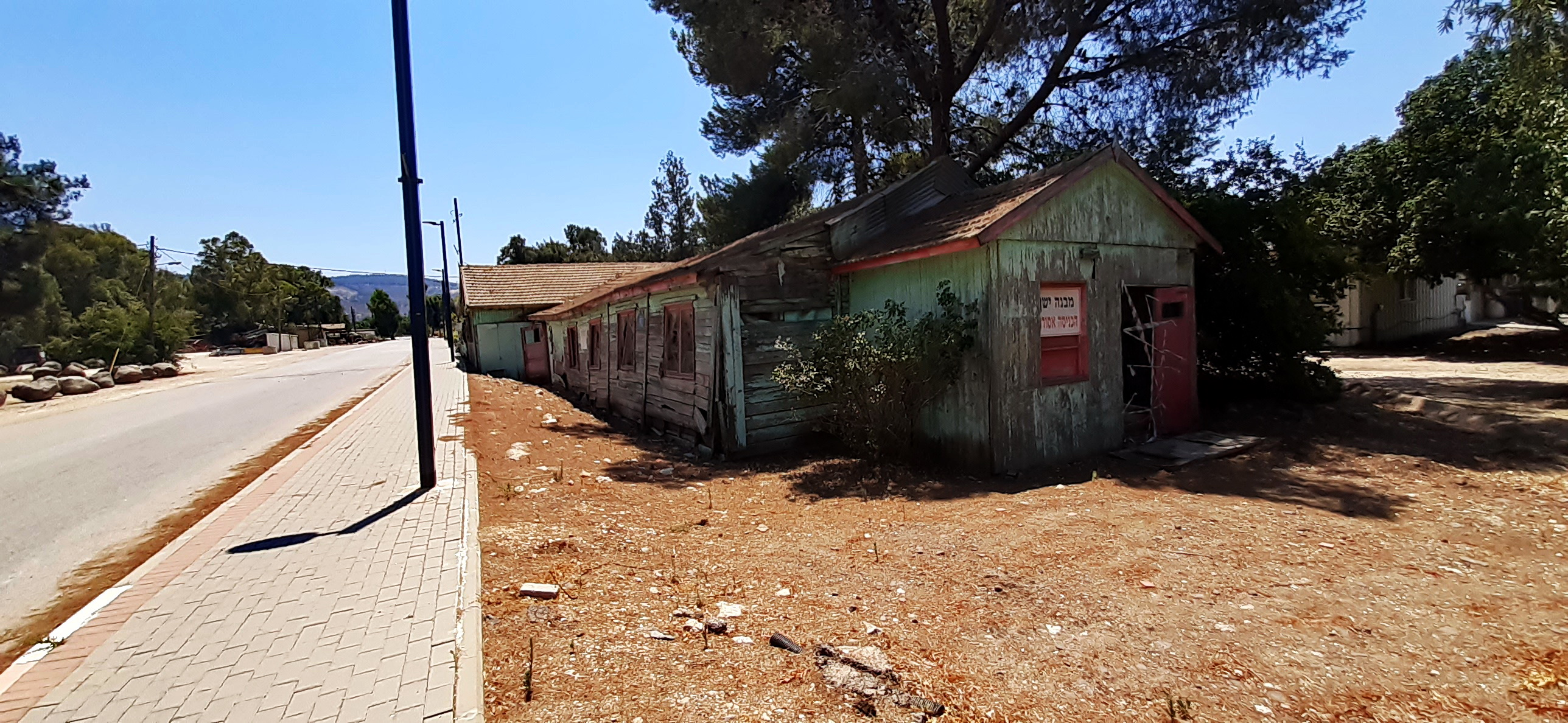
Столовая
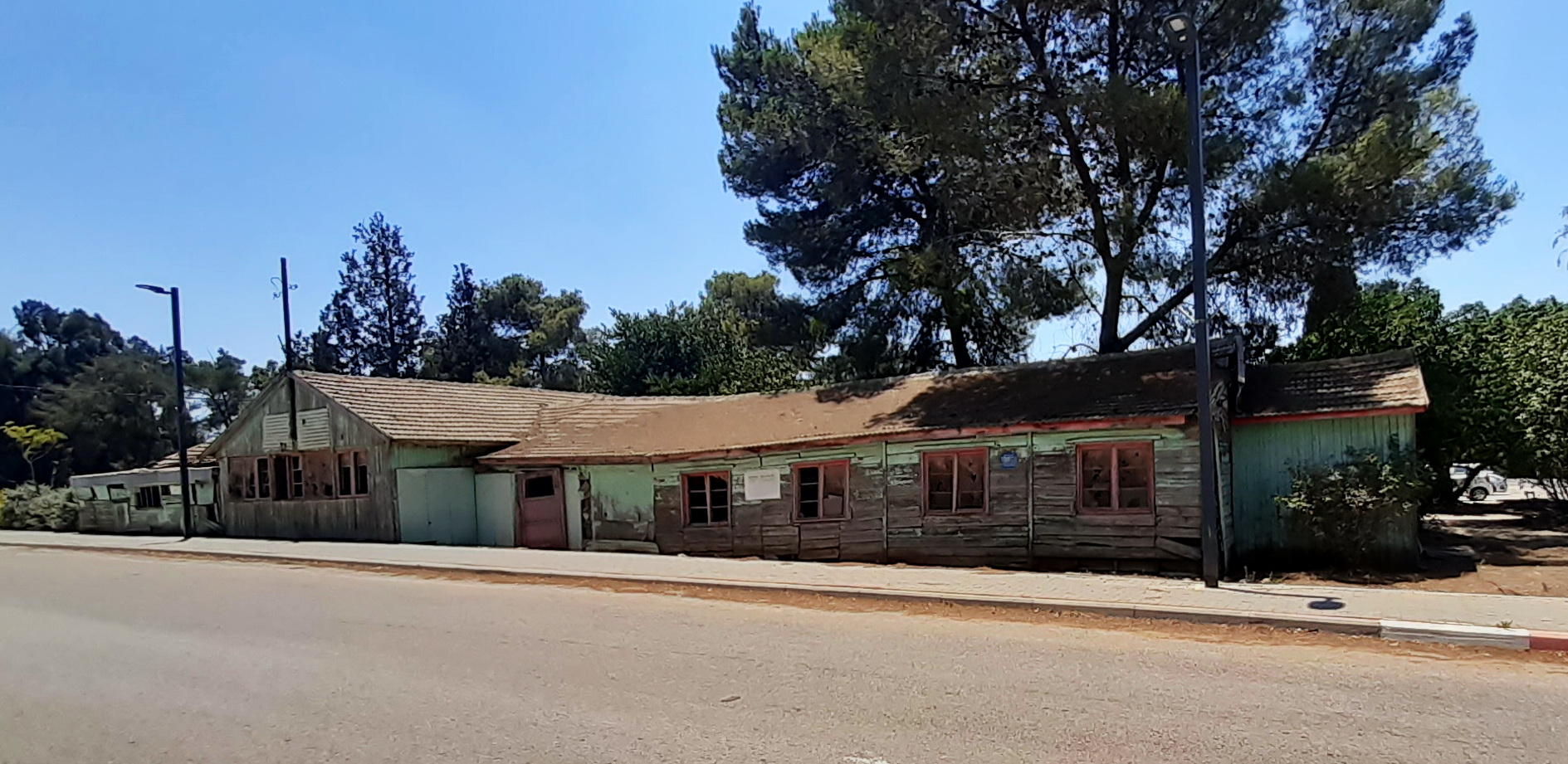
Старая столовая
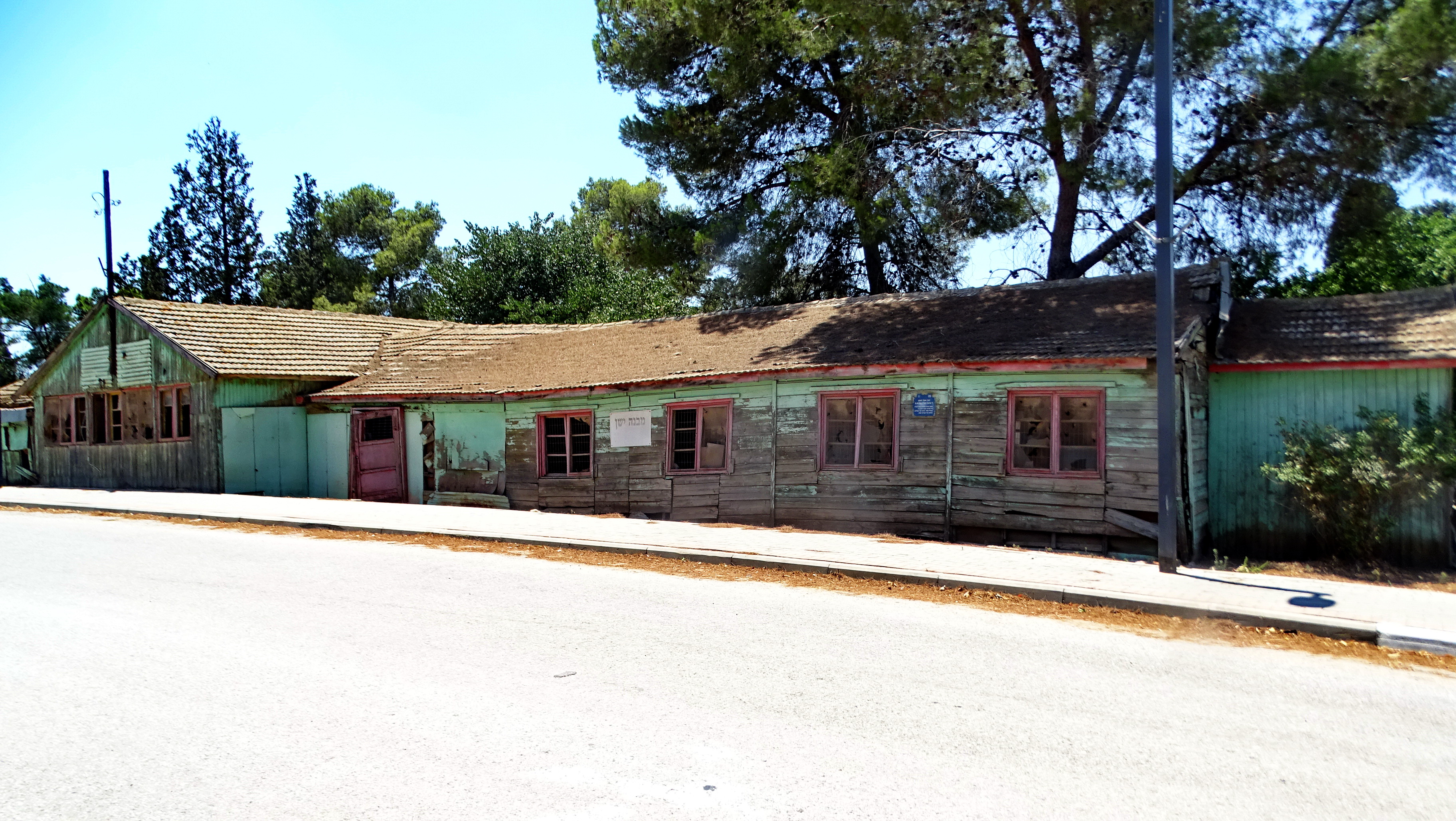
Старая столовая